# Locate Varesino
Locate Varesino (Lucaa in dialetto varesotto, AFI: /luˈkaː/, e semplicemente Locate fino al 1863) è un comune italiano di 4 317 abitanti della provincia di Como in Lombardia.

## Geografia fisica
La parte collinare del territorio comunale è posta a nord del centro abitato: prevalentemente composta da boschi di conifere, è ricompresa all'interno del Parco della Pineta di Appiano Gentile e Tradate. La porzione meridionale è invece pianeggiante e occupata da aree residenziali e agricole. L'estremità meridionale ha boschi cedui ed è lambita dal Fontanile di Tradate o Raboeu. Al confine con Carbonate scorre il Cavo Gradeluso, creato artificialmente in epoca austriaca.
Il centro abitato è per tradizione diviso in rioni denominati in lingua locale: Canton Sòtt, Baciòcch, La Vigana e Canton Svizzer.

## Storia
Da Locatum, nome romano di Locate Varesino, passava la Via Mediolanum-Bilitio, che metteva in comunicazione Mediolanum (Milano) con Luganum (Lugano) passando da Varisium (Varese).
Locate fece dapprima parte del Contado del Seprio e quindi del Ducato di Milano, in cui rimase fino all'epoca napoleonica. Da un punto di vista ecclesiastico, fu a lungo parte della pieve di Appiano.
“El locho da Lochà” viene citato dagli Statuti delle acque e delle strade del contado di Milano fatti nel 1346 tra le località che, all'interno della pieve di Appiano, hanno in carico la manutenzione della cosiddetta “strata da Bolà”.
Nel 1468 Ludovico il Moro, diretto verso il Sacro Monte di Varese, sostò a Locate.
Durante le dispute che, attorno al 1510, videro contrapposti gli eserciti di papa Giulio II e di Luigi XII, il paese fu devastato dal passaggio delle truppe confederate.
Inserito nella stessa pieve anche durante il periodo della Lombardia austriaca, nel 1786 il comune di Locate fu collocato nella provincia di Gallarate, per poi essere spostato in quella di Milano nel 1791.
Un decreto di riorganizzazione amministrativa del Regno d'Italia napoleonico datato 1807 sancì l'annessione di Locate al comune di Mozzate, decisione che fu abrogata con la Restaurazione.
Annesso al Regno Lombardo-Veneto, Locate fu poi conquistato dalle truppe piemontesi ed entrò nel Regno d'Italia. Un Regio Decreto del 1863 sancì il cambio di denominazione in "Locate Varesino" (R.D. 8 febbraio 1863, n. 1.192).
Dal 1928 al 1950 Locate Varesino fu frazione del comune di Seprio.
Nel 1996 Locate Varesino fu il teatro di una sparatoria in cui il maresciallo dei Carabinieri Sebastiano D'Immè rimase gravemente ferito e in seguito alla quale, qualche giorno dopo, morì.

### Simboli
Lo stemma e il gonfalone sono stati concessi con decreto del presidente della Repubblica del 3 febbraio 1971.
Le tre bande azzurre con onde d'argento simboleggiano i fontanili, parzialmente convogliati in condutture sotterranee; l'abete fa riferimento alla ricchezza del patrimonio boschivo tutelata dal Parco della Pineta, i cui confini corrono nella parte nordorientale del paese; le foglie di gelso, il grano l'uva, rappresentano i principali prodotti agricoli e l'economia del paese.
Il gonfalone è un drappo partito di azzurro e di giallo.

## Monumenti e luoghi d'interesse

### Architetture religiose
- Chiesa dei Santi Quirico e Giulitta,[13] attestata nella pieve di Appiano dapprima come "capella" (XIV secolo), poi come "rettoria" (1564) e infine come sede parrocchiale (XVI secolo)[14]. Ricostruita nel 1693 su progetto di Pietro Domenico Madio e Pietro Caminada[5], la chiesa deve il proprio aspetto attuale ad alcuni interventi architettonici del 1923[13]. Durante i vari lavori di ristrutturazione occorsi nel corso dei secoli andò perduta una volta affrescata da Filippo Comerio[5]. Dello stesso autore sopravvivono tuttavia alcuni dipinti nella zona absidale della stessa chiesa[5].
- Chiesa di Sant'Agostino (XVII secolo),[15] fatta costruire dalla famiglia nobiliare dei Castiglioni[5].

### Architetture civili
- Cascina la Trionfina (XV secolo)[16]
- Villa Catenacci-De Wich (XVII secolo),[17] inserita in un parco assieme a cui fu ampliata negli anni 1860-1865[17][18]

## Società

### Evoluzione demografica

#### Demografia pre-unitaria
- 1 163 nel 1751[6]
- 954 nel 1771[7]
- 842 nel 1799[8]
- 790 nel 1805[8]
- 852 prima dell'annessione a Mozzate del 1809[8]
- 1 319 nel 1853[9]
- 1 289 nel 1859[10]
- annessione a Seprio nel 1928[10]

#### Demografia post-unitaria
Abitanti censiti

## Infrastrutture e trasporti
Il comune di Locate Varesino è servito dalla linea ferroviaria FN Saronno-Varese-Laveno Mombello tramite la stazione di Locate Varesino-Carbonate, situata tra i comuni di Locate Varesino e Carbonate.

## Amministrazione
Locate entrò in provincia di Como per la prima volta nel 1802.

### Esplicative
1. ↑  ortografia moderna

### Bibliografiche
1. 1 2   Bilancio demografico mensile anno 2024 (dati provvisori), su demo.istat.it, ISTAT.
2. ↑   Classificazione sismica (XLS), su rischi.protezionecivile.gov.it.
3. ↑   Tabella dei gradi/giorno dei Comuni italiani raggruppati per Regione e Provincia (PDF), in Legge 26 agosto 1993, n. 412, allegato A, Agenzia nazionale per le nuove tecnologie, l'energia e lo sviluppo economico sostenibile, 1º marzo 2011,  p. 151. URL consultato il 25 aprile 2012 (archiviato dall'url originale il 1º gennaio 2017).
4. ↑   AA. VV., Dizionario di toponomastica. Storia e significato dei nomi geografici italiani., Milano, Garzanti, 1996,  p. 358, ISBN 88-11-30500-4.
5. 1 2 3 4 5 6 7 8  Borghese, p. 269.
6. 1 2   Comune di Locate, sec. XIV - 1757 – Istituzioni storiche – Lombardia Beni Culturali, su lombardiabeniculturali.it. URL consultato il 6 maggio 2020.
7. 1 2   Comune di Locate, 1757 - 1797 – Istituzioni storiche – Lombardia Beni Culturali, su lombardiabeniculturali.it. URL consultato il 6 maggio 2020.
8. 1 2 3 4   Comune di Locate, 1798 - 1809 – Istituzioni storiche – Lombardia Beni Culturali, su lombardiabeniculturali.it. URL consultato il 6 maggio 2020.
9. 1 2   Comune di Locate, 1816 - 1859 – Istituzioni storiche – Lombardia Beni Culturali, su lombardiabeniculturali.it. URL consultato il 6 maggio 2020.
10. 1 2 3 4   Comune di Locate Varesino, 1859 - 1928 – Istituzioni storiche – Lombardia Beni Culturali, su lombardiabeniculturali.it. URL consultato il 6 maggio 2020.
11. ↑   Comune di Locate Varesino, 1950 - [1971] – Istituzioni storiche – Lombardia Beni Culturali, su lombardiabeniculturali.it. URL consultato il 6 maggio 2020.
12. ↑   Locate Varesino già Seprio, decreto 1971-02-03 DPR, concessione di stemma e gonfalone, su Archivio Centrale dello Stato. URL consultato il 31 ottobre 2022.
13. 1 2   Chiesa dei SS. Quirico e Giulitta - complesso, Via De Wich - Locate Varesino (CO) – Architetture – Lombardia Beni Culturali, su lombardiabeniculturali.it. URL consultato il 6 maggio 2020.
14. ↑   Parrocchia dei Santi Quirico e Giulitta, sec. XVI - [1989] – Istituzioni storiche – Lombardia Beni Culturali, su lombardiabeniculturali.it. URL consultato il 6 maggio 2020.
15. ↑   Chiesa di S. Agostino, Via Sant'Agostino - Locate Varesino (CO) – Architetture – Lombardia Beni Culturali, su lombardiabeniculturali.it. URL consultato il 6 maggio 2020.
16. ↑   Cascina la Trionfina, Via Trionfina - Locate Varesino (CO) – Architetture – Lombardia Beni Culturali, su lombardiabeniculturali.it. URL consultato il 6 maggio 2020.
17. 1 2   Comune di Locate Varesino - Sito ufficiale, su comune.locatevaresino.co.it. URL consultato il 6 maggio 2020 (archiviato dall'url originale il 1º marzo 2020).
18. ↑   Villa Catenacci - complesso, Via Antonio Catenacci, 1,3 (P),5 - Locate Varesino (CO) – Architetture – Lombardia Beni Culturali, su lombardiabeniculturali.it. URL consultato il 6 maggio 2020.
19. ↑  Statistiche I.Stat ISTAT  URL consultato in data 28-12-2012.
Nota bene: il dato del 2021 si riferisce al dato del censimento permanente al 31 dicembre di quell'anno. Fonte:  Popolazione residente per territorio - serie storica, su esploradati.censimentopopolazione.istat.it.